# مكتب بريد السكك الحديدية
مكتب بريد السكك الحديدية، المعروف اختصارًا بـ RPO، يعرف في كندا والولايات المتحدة، بأنهُ عبارة عن عربة قطار تُستعمل عادةً لنقل الركاب، وخصصت لفرز البريد أثناء النقل، وذلك لأجل تسريع التسليم. كان موظفو مكتب بريد السكك الحديدية (RPO) مدربين تدريبًا عاليًا على خدمة فرز البريد وتصنيفه أثناء النقل، وكان البريد ممنوعًا على ركاب القطارات.

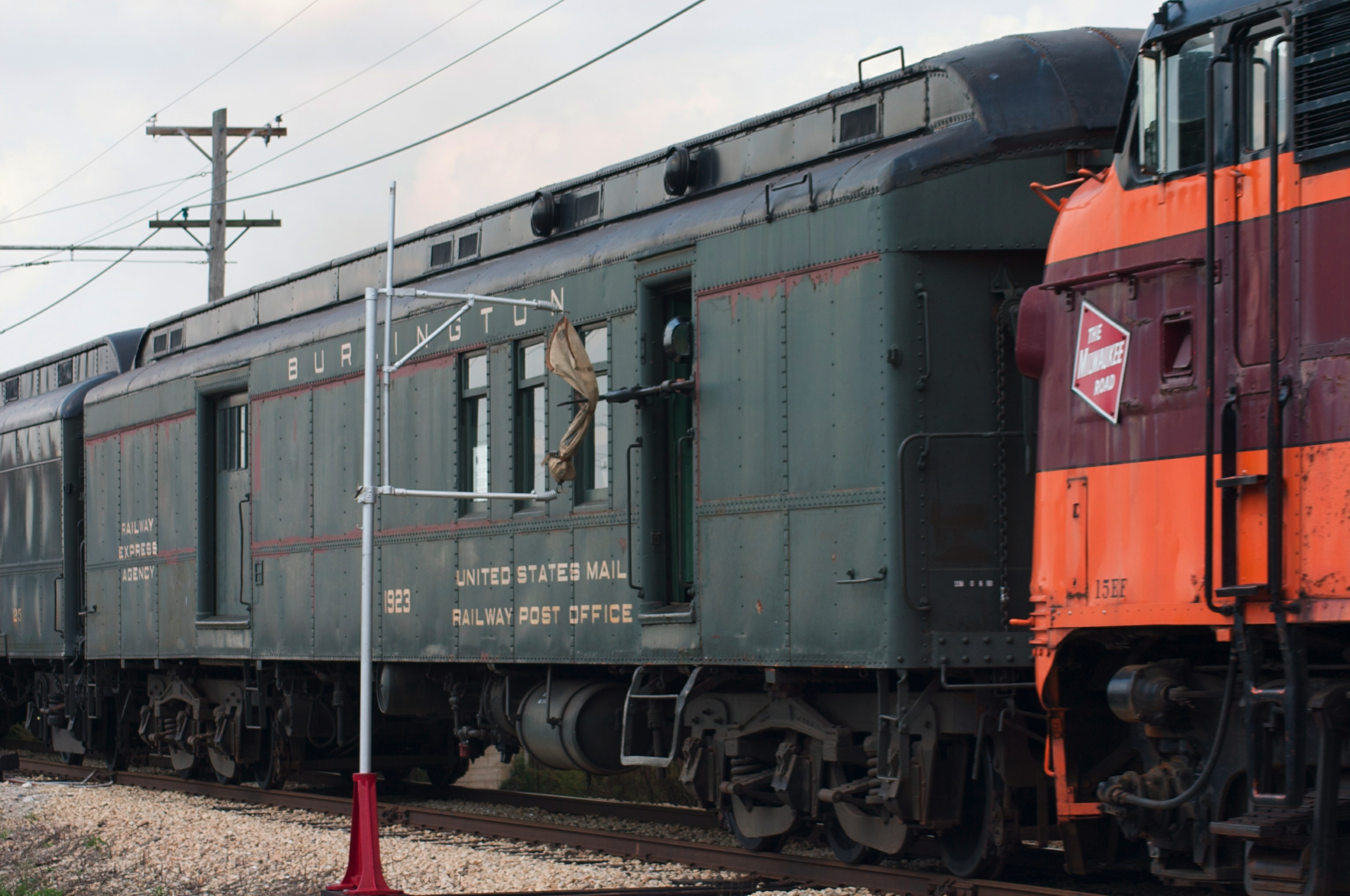
عرض توضيحي لخطاف البريد الذي يسحب كيس البريد على خط سكة حديد شيكاغو وبورلينجتون وكوينسي رقم 1923 في متحف سكة حديد إلينوي.

منذ منتصف القرن التاسع عشر، حققت العديد من شركات السكك الحديدية الأمريكية إيرادات طائلة من خلال عقود مع إدارة البريد الأمريكية (USPOD) لنقل البريد على متن قطارات الركاب عالية السرعة. وفرضت خدمة بريد السكك الحديدية تصاميم موحدة مختلفة على قطارات الركاب عالية السرعة. وحافظت عدد من شركات السكك الحديدية على خطوط ركاب غير مربحة ظاهريًا، بعد أن وجدت أن خسائرها المالية من نقل الركاب قد عوضتها بشكل كبير نقل البريد على هذه الخطوط.

## التاريخ

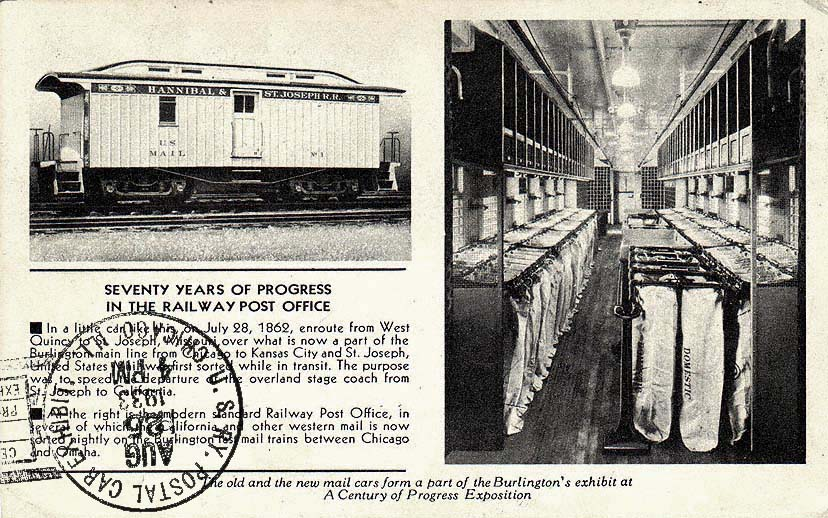
أول مكتب بريد للسكك الحديدية (1862)

أُجري أول نقل رسمي للبريد بالسكك الحديدية في العالم بواسطة مكتب البريد العام في المملكة المتحدة في نوفمبر 1830، باستخدام عربات سكك حديدية مُعدّلة على خط سكة حديد ليفربول ومانشستر. بدأ فرز البريد أثناء النقل في المملكة المتحدة مع إدخال مكتب البريد المتنقل عام 1838 على خط سكة حديد غراند جانكشن، عقب إصدار قانون السكك الحديدية لنقل البريد في عام 1838.

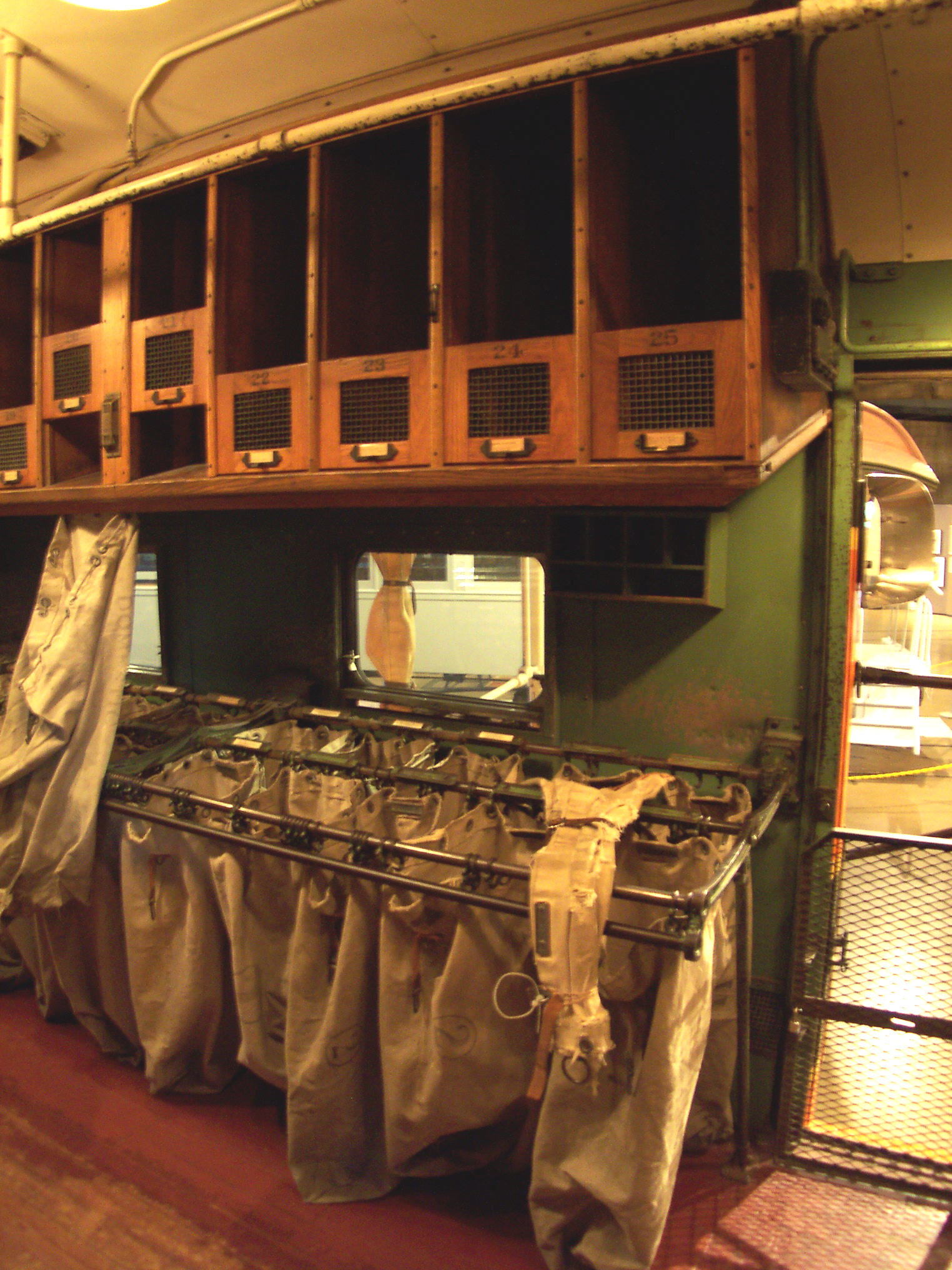
منظر داخلي لخط سكة حديد شركة جريت نورثرن رقم 42، وهو خط RPO مُعاد ترميمه ويُعرض في متحف السكك الحديدية لولاية كاليفورنيا في ساكرامنتو.

في الولايات المتحدة، تشير بعض المراجع إلى أن أول شحنة بريد محمولة على متن قطار (مُفرّزة في نقاط الوصول ومُحمّلة في حقيبة على متن القطار مع أمتعة أخرى) حدثت عام 1831 على خط سكة حديد ساوث كارولينا. وتشير مصادر أخرى إلى أن أول عقد رسمي لنقل البريد بانتظام على متن قطار أُبرم مع سكة حديد بلتيمور وأوهايو عام 1834 أو 1835. وقد عيّن الكونغرس الأمريكي رسميًا جميع خطوط السكك الحديدية كخطوط نقل للبريد رسمية في 7 يوليو 1838. وقد طُبّقت خدمات مماثلة على خطوط السكك الحديدية الكندية عام 1859.
أُطلقت خدمة بريد السكك الحديدية في الولايات المتحدة في 28 يوليو 1862، باستخدام عربات أمتعة مُعدّلة على خط سكة حديد هانيبال وسانت جوزيف (الذي سلّم أيضًا أول رسالة إلى بوني إكسبريس). دخلت عربات بريد السكك الحديدية (RPO) المُعدّة خصيصًا لهذا الغرض الخدمة على هذا الخط بعد أسابيع قليلة من بدء الخدمة. استخدمها الموظفون لفصل البريد عند توصيله بعربة بريد متجهة غربًا تغادر بعد وصول القطار إلى سانت جوزيف بفترة وجيزة. استمرت هذه الخدمة لمدة عام تقريبًا.

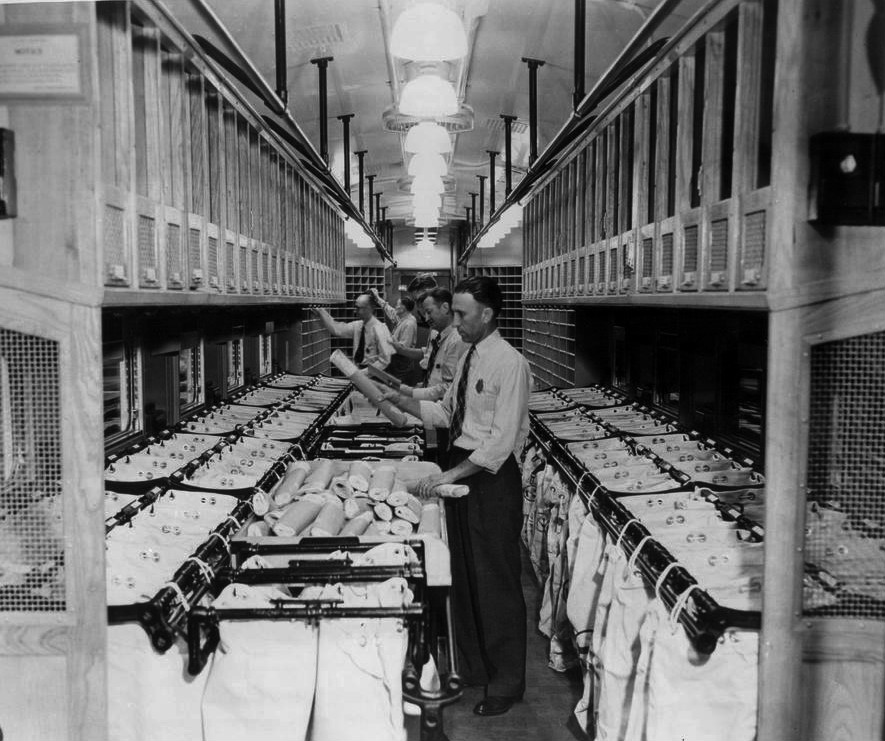
مكتب بريد السكك الحديدية يعمل على خط قطار شركة شيكاغو والشمال الغربي للنقل عام 1965.

أسس أول خط بريدي دائم للسكك الحديدية في 28 أغسطس 1864، بين شيكاغو، إلينوي، وكلينتون، أيوا. تتميز هذه الخدمة عن خدمة عام 1862 بفرز وتسليم البريد من كل مكتب بريد على طول الطريق، بالإضافة إلى مكاتب البريد الرئيسية خارج نقاط نهاية الطريق.
كان جورج ب. أرمسترونغ، مساعد مدير مكتب البريد في شيكاغو، أول من طرح فكرة معالجة البريد وتوزيعه أثناء وجوده على متن عربات البريد. وبمساعدة سكايلر كولفاكس، رئيس مجلس النواب آنذاك، وأ. ن. زيفلي، المساعد الثالث لمدير مكتب البريد العام، مُنح أرمسترونغ صلاحية اختبار أفكاره.
في عام 1869، افتُتحت رسميًا خدمة بريد السكك الحديدية (RMS)، برئاسة جورج ب. أرمسترونج، لتتولى نقل البريد وفرزه على متن القطارات. رُقّي أرمسترونج من منصب إشرافي في مكتب بريد شيكاغو بعد تجاربه عام 1864 على سيارة وكيل خطوط مُعدّلة بين شيكاغو وكلينتون، أيوا.
سرعان ما أُعيد تصميم التصميمات الداخلية لمركبات قطار (مكتب بريد سكك الحديد RPO)، التي كانت تتكون في البداية من أثاث وتركيبات من الخشب الصلب، لدعم غرضها الجديد. في عام 1879، طوّر موظف في شركة RMS يُدعى تشارلز ر. هاريسون مجموعة جديدة من التركيبات التي سرعان ما انتشرت على نطاق واسع. تكوّن تصميم هاريسون من تركيبات مفصلية من الحديد الزهر، يمكن فتحها وتركيبها في عدد من التكوينات لحمل أكياس البريد، والأرفف، وطاولة فرز حسب الحاجة لمسارات محددة. كما صُممت التركيبات بحيث يمكن طيها بالكامل لتوفير مساحة مفتوحة بالكامل لحمل الأمتعة العامة والشحنات السريعة حسب حاجة السكك الحديدية. واصل هاريسون تصنيع تصمايمه في مصنع افتتحه في فوند دو لاك، ويسكونسن، عام 1881.
في الأول من يوليو عام 1862، وقّع الرئيس لينكولن قانون سكك حديد المحيط الهادئ، الذي أنشأ تمويلًا حكوميًا لإنشاء خط سكة حديد يمتد من نهر ميزوري إلى المحيط الهادئ، بهدف فتح خط بريد رئيسي عبر الحدود الغربية. وكان عنوان القانون الرسمي "قانون يساعد في إنشاء خط سكة حديد وخط إبراق يمتد من نهر ميزوري إلى المحيط الهادئ، يضمن استعمال الحكومة لهُ لأغراض بريدية وعسكرية وغيرها". وقد أجاز القانون إنشاء خطوط بريد سكك حديدية ممولة حكوميًا عبر القارة الأمريكية.
بحلول عقد الثمانينيات من القرن التاسع عشر، كانت خطوط البريد بالسكك الحديدية تعمل على الغالبية العظمى من قطارات الركاب في الولايات المتحدة. وقد أتاحت شبكة معقدة من الخطوط المترابطة نقل البريد وتسليمهُ في وقت قصير للغاية. وكان من الممكن أن يعمل ما يصل إلى اثني عشر موظفًا في عربة بريد واحدة، على الرغم من أن الحاجة إلى عدد أقل ستكون في حال استخدام جزء من العربة لنقل البريد المُفرز مسبقًا أو البريد السريع والأمتعة (غالبًا في مقصورة منفصلة).
لقد خضع الموظفين في بريد السكك الحديدية لتدريب صارم واختبارات دورية لتفاصيل تعاملهم مع البريد. في مسار معين لخدمة بريد السكك الحديدية، كان من المتوقع أن يكون كل موظف على دراية ليس فقط بمكاتب البريد وتقاطعات السكك الحديدية على طول المسار، بل أيضًا بتفاصيل التسليم المحلية المحددة في كل مدينة من المدن الكبرى التي يخدمها المسار. لقد تطلبت الاختبارات الدورية الدقة والسرعة في فرز البريد، ومن المرجح أن يتلقى الموظف الذي يحصل على دقة 96% فقط تحذيرًا من مدير قسم خدمة بريد السكك الحديدية. ومن المعروف أيضًا أن أنظمة النقل بين المدن وعربات الترام تستخدم خدمات بريد السكك الحديدية. وقد اشتهرت عربة سكة حديد بوسطن المرتفعة بجولاتها حول المدينة لجمع البريد.
في الولايات المتحدة، كانت عربات البريد السريع (خدمة بريد السكك الحديدية) والمعروفة أيضًا بعربات البريد مُخصصة ومُجهزة بالموظفين للقيام بمعظم مهام المعالجة البريدية الخلفية. حيث كان يفرز جميع بريد الدرجة الأولى والمجلات والصحف، ويوضع ختم الإلغاء عليها عند الضرورة، وكذلك إرسالها إلى مكاتب البريد في البلدات الواقعة على طول الطريق. كما كان الموظفين يتعاملون مع البريد المسجل. وكان على رئيس العمال المسؤول حمل مسدس مُرخص أثناء العمل لمنع سرقة البريد.

## المعايير والتوحيد القياسي

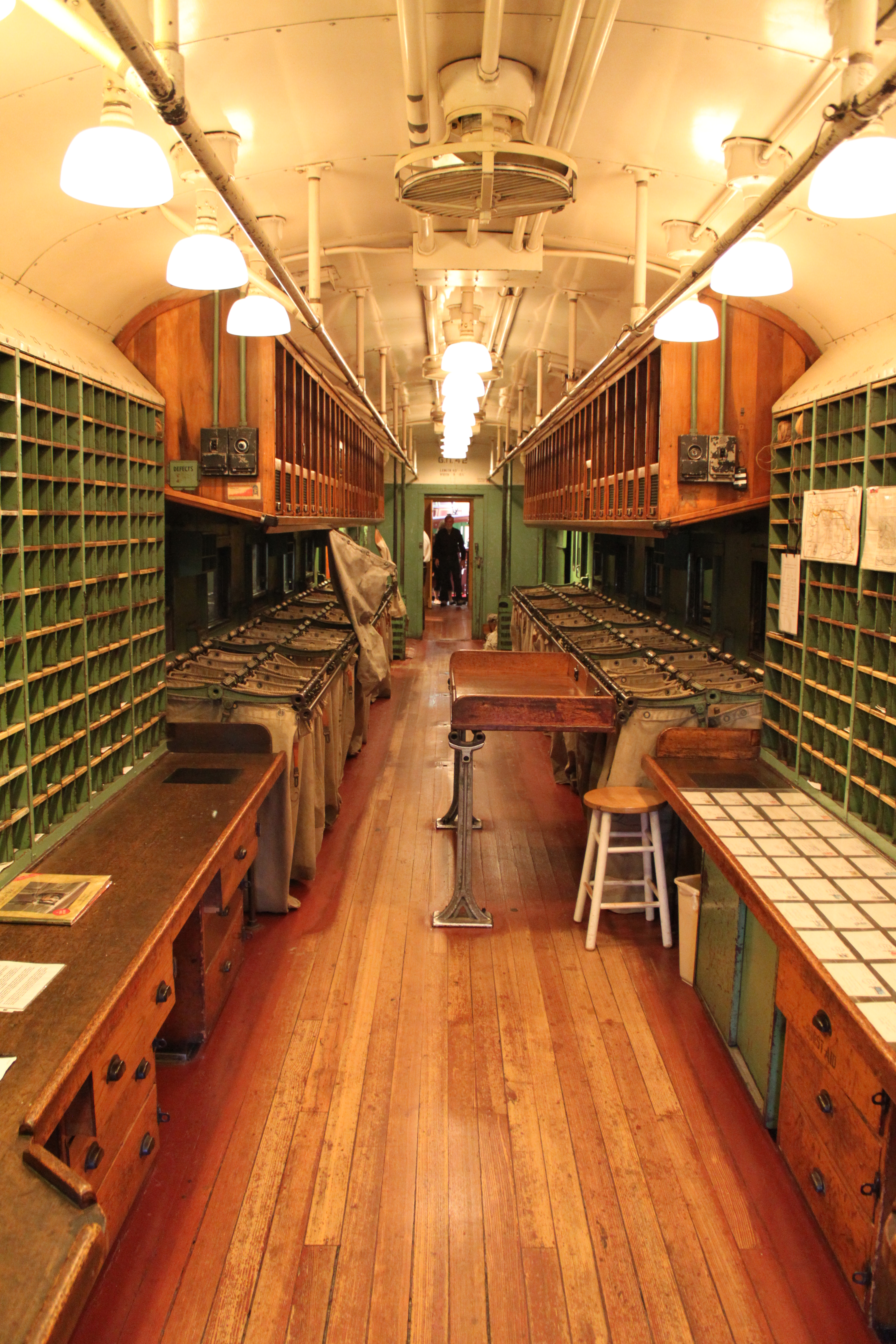
الجزء الداخلي من عربة البريد رقم 42 لشركة Great Northern Railway في متحف سكك حديد ولاية كاليفورنيا

بسبب المطالب الجسدية والعقلية المفروضة على موظفي (مكتب بريد السكك الحديدية)، دفعت خدمة بريد السكك الحديدية إلى اعتماد مخططات أرضية وتركيبات موحدة لجميع عربات (مكتب بريد السكك الحديدية)، مع نشر المخططات الأولى في عام 1885. كما ضغطت خدمة البريد الملكية (RMS) من أجل تحسين تركيبات الإضاءة لمساعدة الموظفين على رؤية العناوين على رسائل البريد الذي يقومون بفرزه، أولاً عن طريق تحسين عاكسات الضوء في المصابيح في عقد الثمانينيات من القرن التاسع عشر، ثم الدعوة إلى إيقاف مصابيح الزيت في عقد التسعينيات من القرن التاسع عشر وإجراء التجارب الأولى على الإضاءة الكهربائية في عام 1912. كانت سلامة الموظفين أيضًا موضع قلق كبير لخدمة البريد الملكية (RMS)، مع نشر أول إحصاءات شاملة عن الإصابات المتعلقة بالعمل في عام 1877.
خلال النصف الثاني من القرن التاسع عشر، كانت معظم عربات (مكتب بريد السكك الحديدية) مطلية بألوان موحدة نوعًا ما، بغض النظر عن شركة السكك الحديدية التي تملكها أو تُشغّلها. كان معظمها مطليًا باللون الأبيض مع زخارف إما باللون الأصفر الباهت أو الأحمر أو الأزرق، مما جعل العربات تتميز عن غيرها. وبحلول عقد التسعينيات من القرن التاسع عشر، تضاءل هذا التقليد، حيث قامت شركات السكك الحديدية بطلاء عربات (مكتب بريد السكك الحديدية) الخاصة بها لتتناسب مع بقية معدات الركاب. وتُعدّ إحدى عربات (مكتب بريد السكك الحديدية)، التي عُرضت في المعرض الكولومبي العالمي في شيكاغو عام 1893، من آخر الأمثلة المعروفة على نظام الطلاء باللون الأبيض المبكر.
مع تطور عربات الركاب في القطارات، تطورت أيضًا عربات (مكتب بريد السكك الحديدية). حيث استندت الخطط الأولى لتصميم عربات قطار (مكتب بريد السكك الحديدية) على هياكل وأحجام عربات خفيفة الوزن، مما أدى أحيانًا إلى كوارث لموظفي RMS عند تعرض القطارات لحوادث. بين عامي 1900 و1906، لقي حوالي 70 عاملًا حتفهم في حوادث قطارات أثناء تأدية أعمالهم في عربات (مكتب بريد السكك الحديدية)، مما أدى إلى المطالبة بتخصيص عربات فولاذية متينة ومقاومة للصدمات. وضعت RMS معاييرها الأولى لتصميم العربات عام 1891 لمعالجة بعض هذهِ المشكلات.
في عام 1912، وضعت خدمة بريد السكك الحديدية مجموعة من متطلبات القوة لعربات السكك الحديدية الجديدة، في محاولة لدفع شركات تصنيع العربات إلى استخدام الفولاذ في المكونات الهيكلية الرئيسية والهياكل السفلية لها. كان جوهر هذهِ المتطلبات هو أن تكون كل عربة قطار قادرة على تحمل قوة عازلة لا تقل عن 400 ألف رطل. وقد تضاعف هذا الشرط إلى 800 ألف رطل في مراجعة عام 1938 للمعايير. وعُززت المتطلبات مرة أخرى في عام 1945 بمواصفات منعت استعمال عنصر الألومنيوم في الإطارات والمكونات الهيكلية الرئيسية. كما تضمنت مراجعات عام 1945 شرطًا لوجود أعمدة طرفية لمنع التداخل بين العربات في حالة الاصطدام. وقد اعتمد مصنعو عربات السكك الحديدية هذهِ المتطلبات وطبقوها على جميع طرازات عربات الركاب الأخرى التي صنعوها. وضعت RMS معاييرها الأولى لتصميم العربات عام 1891 لمعالجة بعض هذهِ المشكلات.
لقد اعتمدت متطلبات القوة العازلة البالغة 800 ألف رطل ونهاية العمود لاحقًا من قبل لجنة التجارة بين الولايات (ICC) لجميع قاطرات الركاب MU اعتبارًا من 1 أبريل 1956. ومددت لتشمل جميع سيارات الركاب والقاطرات في عام 1999 من قبل وزارة النقل الأمريكية.
من السمات المميزة لمعظم عربات (مكتب بريد السكك الحديدية) خطافٌ كان يُستخدم لسحب حقيبة جلدية أو قماشية للبريد الصادر، معلقة على رافعة بريد على جانب السكة في البلدات الصغيرة التي لا يتوقف فيها القطار. مُنحت أول براءة اختراع أمريكية لهذا الجهاز (براءة الاختراع الأمريكية رقم 61,584) إلى إل. إف. وارد من إليريا، أوهايو، في 29 يناير 1867. كان هذا بعد عام تقريبًا من تركيب جهاز لالتقاط أكياس البريد وإنزالها دون توقف لمحطات TPO مماثلة في المملكة المتحدة في سلاو ومايدنهيد، بعد أن حصل ناثانيال ورسديل على براءة اختراعهِ لأول مرة في المملكة المتحدة عام 1838.
مع تشغيل القطار غالبًا بسرعة 70 ميلاً في الساعة أو أكثر، كان لدى كاتب البريد حقيبة بريد جاهزة للإرسال أثناء مرور القطار بالمحطة. في حركة منسقة، كان يتم تأرجح ذراع الماسك للخارج لالتقاط حقيبة البريد المعلقة بينما يقف الموظف في المدخل المفتوح. كان لحقيبة البريد حزام حول المنتصف، وكان يتم شد الحزام استعدادًا للالتقاط بوزن مساوٍ تقريبًا للبريد في كلا طرفي الحقيبة لمنع الطرف الأثقل من سحب الطرف الأخف من ذراع الماسك. عندما ارتطمت الحقيبة الواردة بذراع الماسك، ركل الموظف حقيبة البريد الصادرة خارج العربة، مع التأكد من ركلها بعيدًا بما يكفي حتى لا تسحب وتسحق مرة أخرى تحت القطار. كانت حقائب البريد الصادرة من الدرجة الأولى مختومة بحزام مقفل للأمان. استعملت أكياس أكبر مع أحكام اختيارية للقفل للصحف والمجلات والبريد الطردي. ليقوم بعد ذلك موظف آخر من مكتب البريد المحلي باسترجاع الأكياس والحقائب وتسليمها إلى مكتب البريد.
في عقد الخمسينيات من القرن العشرين، عرضت شركة بود نسختين من قاطرة ديزل ذاتية الدفع مزودة بنظام (مكتب بريد السكك الحديدية): قاطرة RDC-3 المدمجة وقاطرة RDC-4 (هي وحدة مخصصة للأمتعة والبريد والنقل السريع فقط). اشترت هذه الطرازات شركات نيويورك سنترال، وبوسطن وماين، ونيو هافن للسكك الحديدية، وروك آيلاند، وباسيفيك جريت إيسترن، ونورثرن باسيفيك، وسكة حديد المحيط الهادئ الكندية، والسكك الحديدية الوطنية الكندية، ومينيابوليس وسانت لويس.

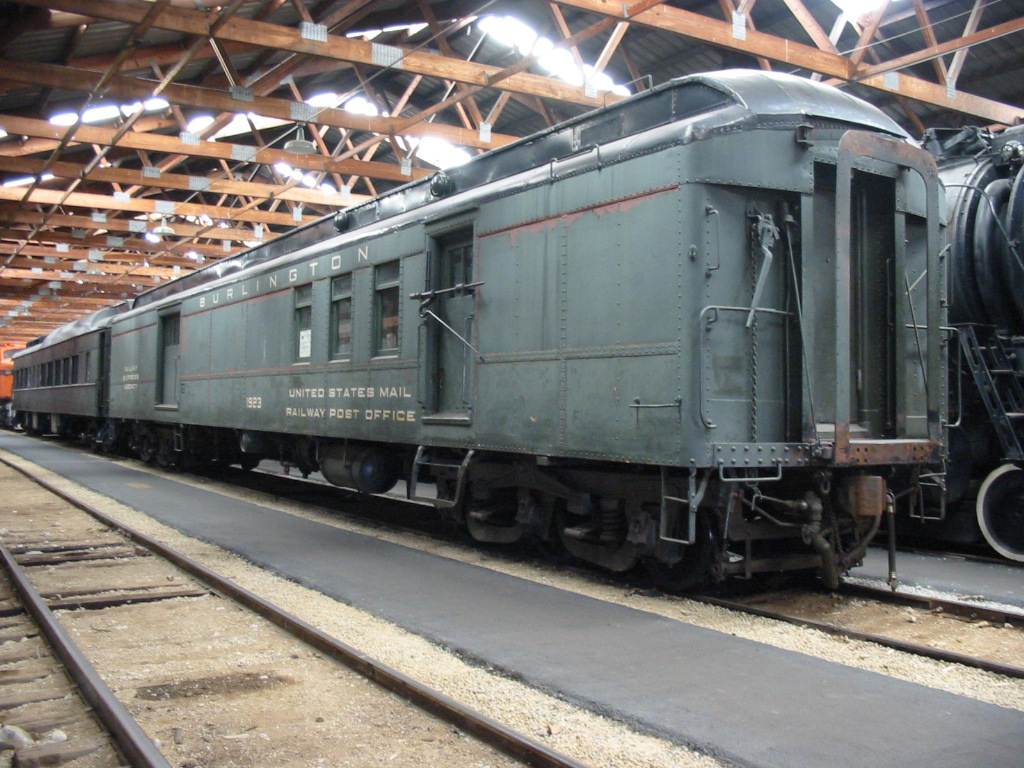
سكة حديد شيكاغو وبورلينجتون وكوينسي رقم 1923، وهي سكة حديد ثقيلة الوزن محفوظة في متحف سكة حديد إلينوي.
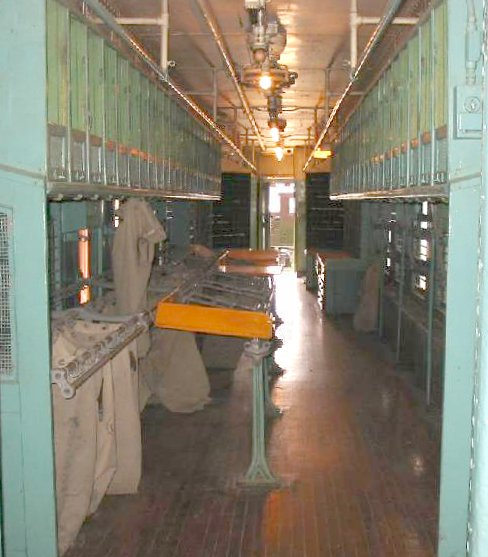
الجزء الداخلي من قطار (مكتب بريد السكك الحديدية) معروض في المتحف الوطني للسكك الحديدية في جرين باي، ويسكونسن.
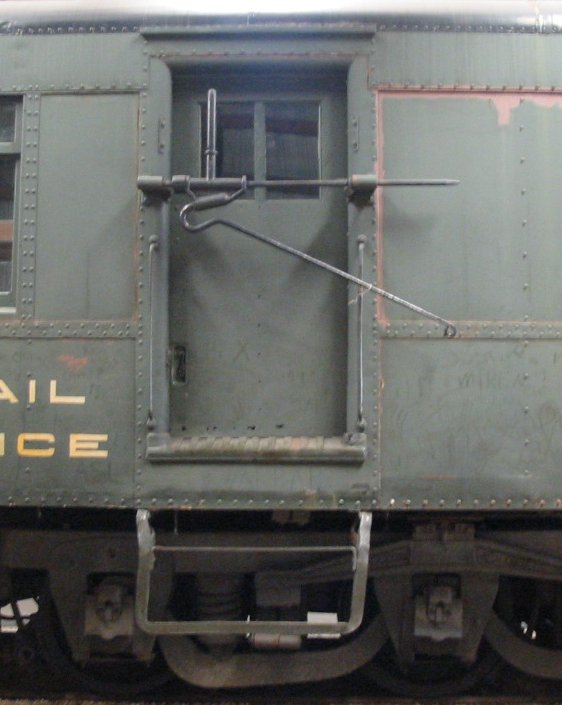
منظر عن قرب لخطاف البريد رقم 1923، سكة حديد محفوظة في متحف سكة حديد إلينوي.
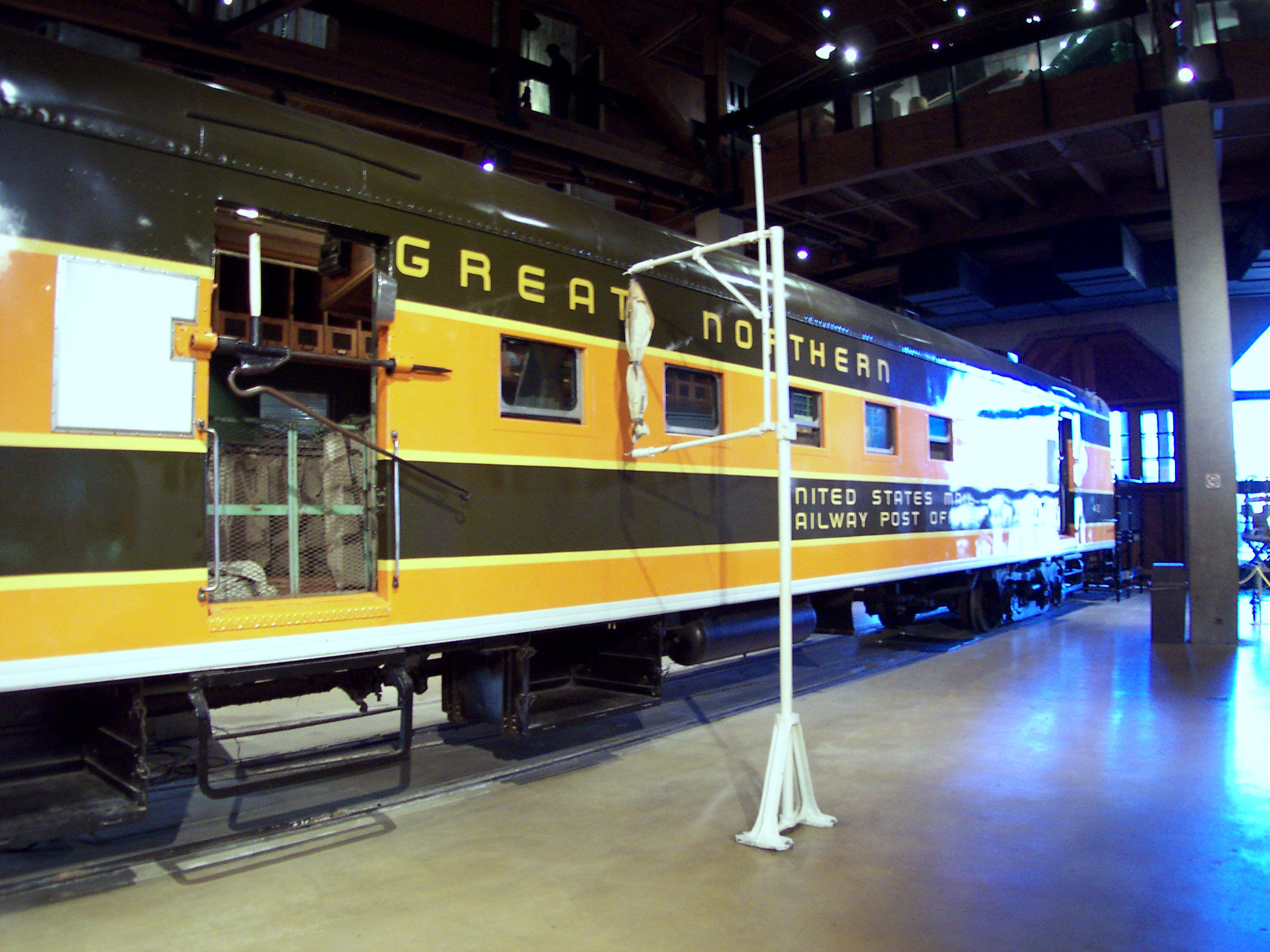
منظر لخطاف البريد، إلى جانب رافعة بريد على جانب المسار مزودة بحقيبة بريد.
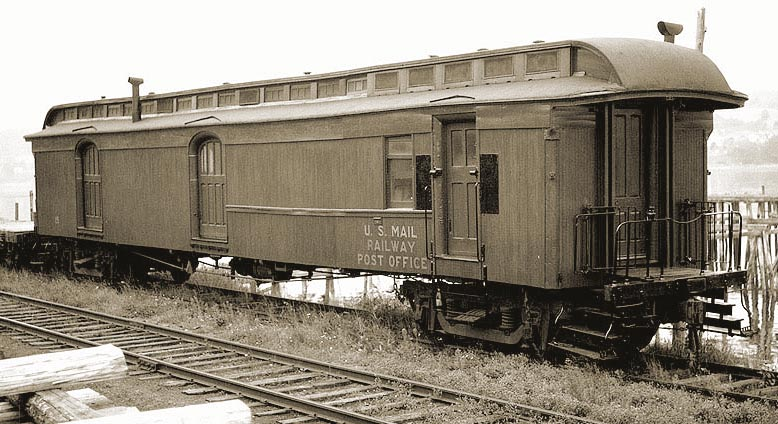
خط سكة حديد بلفاست وبحيرة موسهيد رقم 15، بلفاست، 1947
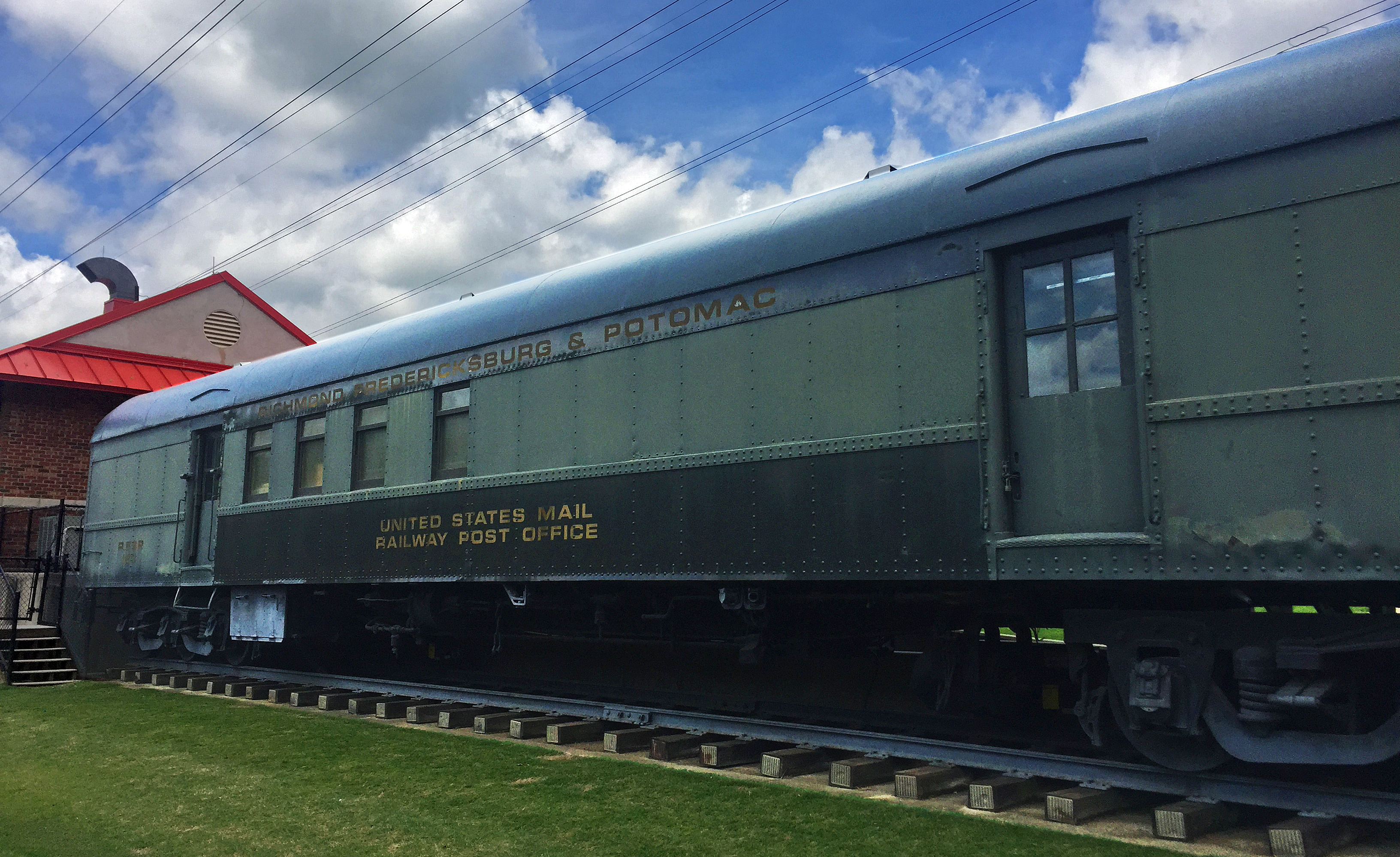
مكتب بريد سابق لشركة ريتشموند وفريدريكسبيرج وبوتوماك للسكك الحديدية عام (1916)، معروض في منتزه جلين ألين، فيرجينيا.

## أختام إلغاء الطوابع
كانت معظم عربات (مكتب بريد السكك الحديدية) مزودة بفتحة بريد على جانب العربة، مما يسمح بإيداع البريد فيها، تمامًا كما لو كان هنالك صندوق البريد الجانبي أثناء توقف القطار في المحطة. كان الراغبون في أسرع توصيل يحضرون رسائلهم إلى محطة القطار لإرسالها عبر (مكتب بريد السكك الحديدية)، مع العلم أن التسليم السريع مضمون تقريبًا. كان البريد المُعالج بهذه الطريقة يُلغى بالأختام كما لو كان مُرسلًا من مكتب بريد محلي، مع ذكر رقم القطار (مكتب بريد السكك الحديدية)، ومدن نهاية المسار، والتاريخ، وخدمة بريد السكك الحديدية RMS أو خدمة النقل البريدي PTS بين المحطات المميزة. يُعد جمع هذه الإلغاءات هوايةً للعديد من هواة جمع الطوابع وباحثي تاريخ البريد.
كان تنظيم خدمة البريد بالسكك الحديدية ضمن إدارة مكتب البريد الموجودة بين عام 1864 و30 سبتمبر 1948. وقد أعيد تسميتها بخدمة النقل البريدي في 1 أكتوبر 1948، وظلت موجودة حتى عام 1960. بعد عام 1960، نقل مكتب إدارة خطوط بريد السكك الحديدية بالإضافة إلى خطوط بريد الطرق السريعة ومنشأة البريد الجوي ومكاتب بريد السكك الحديدية الطرفية ومكاتب النقل إلى مكتب النقل العام.

## خدمة البريد لمكاتب السكك بين الرفض والانسحاب
في أوج استعمالها، استُخدمت عربات البريد السريع (مكتب بريد السكك الحديدية) في أكثر من 9000 مسار قطار، تغطي أكثر من 200 ألف ميل في أمريكا الشمالية. وبينما كانت غالبية هذهِ الخدمة تتكون من عربة واحدة أو أكثر في مقدمة قطارات الركاب، كانت العديد من السكك الحديدية تُشغّل قطارات بريد ثابتة بين المدن الكبرى؛ وكانت هذهِ القطارات تحمل في الغالب 300 طن من البريد يوميًا.

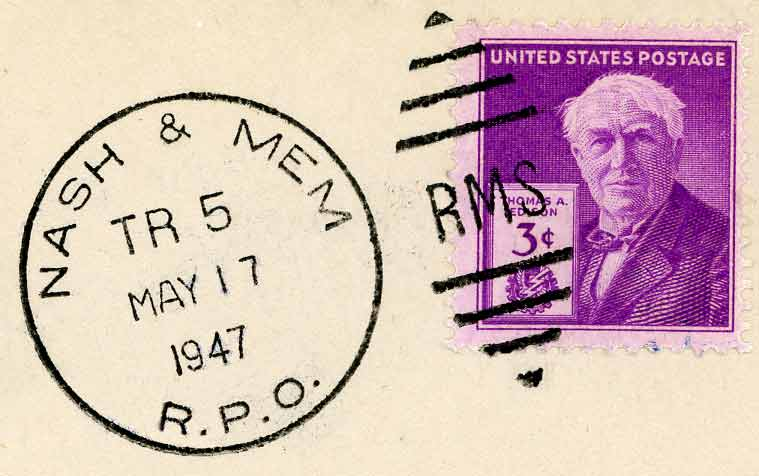
تم تطبيق ختم إلغاء البريد R.P.O. على البريد الذي يتعامل معهُ في عربة مكتب البريد التابعة للسكك الحديدية في ناشفيل وتشاتانوغا وقطار ناشفيل وممفيس رقم 5 التابع لشركة سانت لويس للسكك الحديدية، وهو أول رحلة متجهة شرقًا لمدينة ممفيس.

بعد عام 1948، بدأت شبكة مكاتب البريد بالسكك الحديدية بالتراجع، على الرغم من أنها ظلت الوظيفة الرئيسية لنقل وتوزيع البريد بين المدن ضمن إدارة مكتب البريد (POD). كان هناك 794 خطًا من خطوط مكاتب البريد تعمل على مسافة تزيد عن 161 ألف ميل من السكك الحديدية في ذلك العام. وبحلول 1 يناير 1962، لم يكن هناك سوى 262 خطًا من خطوط مكاتب البريد الباقية في العمل. في عام 1942، بدأت إدارة مكتب البريد بتجربة نسخة من مكاتب البريد للطرق السريعة لخدمة نفس الأغراض على الطرق التي لم تكن تتوفر فيها خدمة قطارات الركاب. كانت مركبات مكاتب البريد على الطرق السريعة (HPO) هذهِ مخصصة في البداية لتكملة خدمة مكاتب البريد، ولكن في عقدي الخمسينيات والستينيات، غالبًا ما حلت عربات مكاتب البريد محل عربات مكاتب البريد التابعة للسكك الحديدية بعد توقف خدمة قطارات الركاب. كانت آخر خدمة مكاتب بريد بين المدن تُشغلها شركة باسيفيك إلكتريك ريلواي على طريقها بين لوس أنجلوس وسان برناردينو، كاليفورنيا.
عندما أجرى مكتب البريد تغييرًا مثيرًا للجدل في سياسته لمعالجة البريد في "المراكز الإقليمية" الكبيرة، أصبح فرز البريد يجري بواسطة آلات كبيرة، وليس بواسطة العمال، وأوقفت تشغيل خطوط البريد المتبقية عبر السكك الحديدية، بالإضافة إلى جميع خطوط البريد البرية، تدريجيًا. في سبتمبر 1967، ألغت إدارة البريد جميع عقود "البريد عبر السكك الحديدية"، واختارت نقل جميع بريد الدرجة الأولى جوًا ونقل الدرجات الأخرى عبر شاحنات النقل البري . كان لهذا الإعلان تأثير سلبي على إيرادات قطارات الركاب؛ فعلى سبيل المثال، خسرت سانتا فيهِ 35 مليون دولار أمريكي من أعمالها السنوية، وأدى ذلك مباشرةً إلى إغلاق العديد من خطوط السكك الحديدية لنقل الركاب.

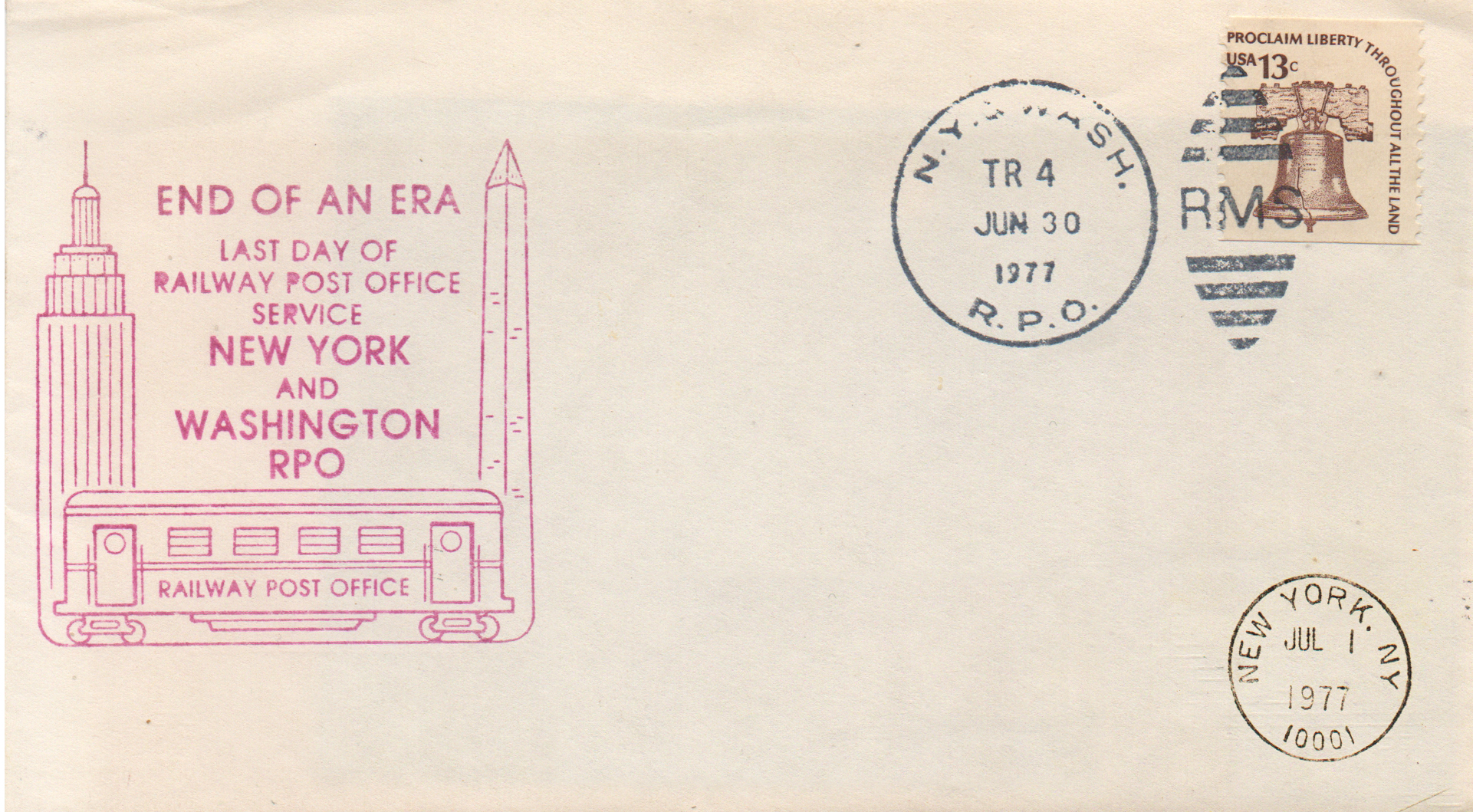
غلاف رسالة عليها ختم إلغاء في اليوم الأخير من خدمة RPO بين نيويورك وواشنطن، 30 يونيو 1977

بعد 113 عامًا من تشغيل مكاتب بريد السكك الحديدية، كان توقف آخر مكتب للسكك حديدية عمل على السكك الحديدية بين نيويورك وواشنطن العاصمة في 30 يونيو 1977. كان آخر مسار يحمل اسم مكتب بريد سكك حديدية في الواقع عبارة عن رحلة بحرية استمرت عامًا إضافيًا. كان مكتب بريد السكك الحديدية البحرية هذا هو خط بريد بحيرة وينيبيسوكي (مكتب بريد السكك الحديدية) الذي كان يعمل بين ذا ويرز، نيوهامبشير، وجزيرة بير على بحيرة وينيبيسوكي. وكان آخر تاريخ عمل لهُ موثق بواسطة ختم بريدي هو 30 سبتمبر 1978.

## الحفظ والتوثيق

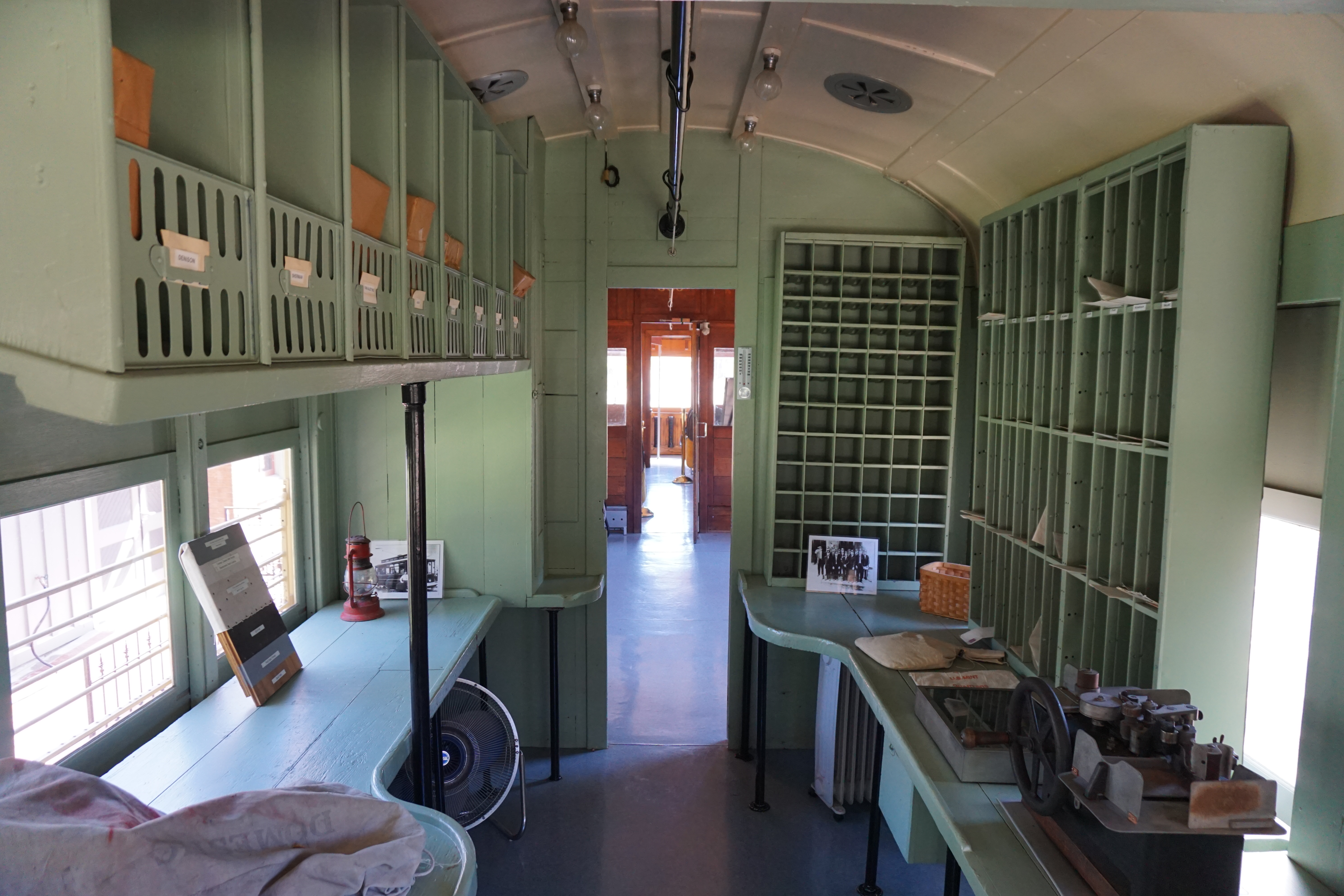
مكتب بريد السكك الحديدية من عربة السكك الكهربائية المحفوظة في تكساس رقم 360، في متحف السكك الحديدية بين المدن في بلينو، تكساس

حُفظت العديد من عربات (مكتب بريد السكك الحديدية) في متاحف السكك الحديدية في جميع أنحاء أمريكا الشمالية؛ وبعضها لا يزال في حالة تشغيلية جيدة. في عام 1933، أعادت سكة حديد شيكاغو وبرلنغتون وكوينسي بناء إحدى عربات الأمتعة التابعة لها لتصبح نسخة طبق الأصل من أولى عربات (مكتب بريد السكك الحديدية) التي استُخدمت على سكة حديد هانيبال وسانت جوزيف عام 1862. عرضت السكة الحديد العربة في عدة مدن على طول خط السكة؛ وهي الآن معروضة في متحف باتي هاوس في سانت جوزيف، ميزوري.
يحتفظ متحف مينيسوتا للنقل (MTM) بعربة نورثرن باسيفيك رقم 1102، وهي عربة بريد من طراز (مكتب بريد السكك الحديدية) تعود لعام 1914، تُصنف كعربة "مشتركة"، وتضم أقسامًا لمكتب البريد ووكالة السكك الحديدية السريعة وعشرين مقعدًا للركاب الذين يدفعون رسومًا. حاليًا، تُعد هذه العربة الوحيدة المعروفة في خدمة مكتب البريد، وهي مُعتمدة حاليًا للعمل على السكك الحديدية التجارية. تُشغّل سكة حديد وادي أوسيولا وسانت كروا (قسم من MTM/علامة الإبلاغ MNTX) العربة كجزء من خط رحلاتها، حيث تُعرف بخدمة "التقاط البريد أثناء التنقل" ضمن رحلاتها المنتظمة.
في إطار الذكرى الأربعين لتوقف خدمة قطارات البريد السريع في مكاتب بريد السكك الحديدية، سيعرض متحف مينيسوتا للنقل القطار رقم 1102 في محطة سانت بول يونيون ضمن فعاليات "آخر قطار بريدي" بمناسبة اليوم الوطني للقطارات، 6 مايو 2017. في نهاية اليوم، سيغادر قطار غريت نورثرن 400، قطار البريد السريع رقم 1102 التابع لشركة نورثرن باسيفيك للسكك الحديدية، وعربتان، محطة يونيون كقطار رقم 1 متجهًا إلى أوسيولا، ويسكونسن. سيحمل القطار مظاريف وبطاقات تذكارية لإرسالها إلى جميع أنحاء الولايات المتحدة، ثم سيعمل بشكل منتظم كجزء من عمليات المتحف من أوسيولا، ويسكونسن.
يعرض موقع ستيمتاون التاريخي الوطني في سكرانتون، بنسلفانيا، عربة البريد رقم 1100، لويزفيل وناشفيل. وهي عربة مصنوعة بالكامل من الفولاذ، بُنيت عام 1914 من قِبل شركة العربات والمسابك الأمريكية. تشغّل سكة حديد أويل كريك وتيتوسفيل عربة بريد، حيث إن جميع البريد المُرسَل هناك يحمل ختم بريد رسمي من USPS OC&T.

## اقرأ أيضاً
- Bergman, Edwin B. (1980) 29 Years to Oblivion, The Last Years of Railway Mail Service in the United States, Mobile Post Office Society, أوماها (نبراسكا).
- Culbreth، Ken (2007). The railway mail clerk and the highway post office: when the mail really worked: the story of the postal service's elite. Victoria, B.C, Canada: Trafford Publishing. ISBN:9781412202275.
- Cushing، Marshall (1893). The Story of Our Post Office: The Greatest Government Department in all its Phases. Boston, Massachusetts: A.M. Thayer & Co. at Internet archive
- Long، Bryant Alden (1951). Mail by Rail. New York: Simmons-Boardman Publishing Corporation.
- Melius، Louis (1917). The American postal service: history of the postal service from the earliest times. The American system described with full details of operation. Washington, D.C.: National Capital Press. اطلع عليه بتاريخ 2012-08-15. at أرشيف الإنترنت
- National Postal Transport Association. (1956) MAIL IN MOTION, Railway Mail Service Library, Boyce, Virginia. Portion available as a video clip at
- Romanski, Fred J. The Fast Mail, History of the Railway Mail Service, Prologue Vol. 37 No. 3, Fall 2005, كوليج بارك.
- Pennypacker, Bert The Evolution of Railway Mail, National Railway Bulletin Vol. 60 No. 2, 1995, فيلادلفيا.
- Towle، Charles L.؛ Meyer، Henry A. (1958). "Railroad Postmarks of the U.S.], 1861–1886". مؤرشف من الأصل في 2011-11-18. اطلع عليه بتاريخ 2012-08-21.
- U.S. Post Office Department. (1956) MEN AND MAIL IN TRANSIT, Railway Mail Service Library, Boyce, Virginia. Portion available as a video clip at
- Wilking، Clarence R. (1985). The Railway Mail Service United States Mail Railway Post Office. Marietta, OH: Railway Mail Service Library, Boyce, Virginia. مؤرشف من الأصل (MSWord) في 2023-10-04.

## روابط خارجية
- Great Northern Railway Post Office Car No. 42 — photographs and short history of an RPO built in 1950.
- A film clip of a train picking up a mail bag is available for free download at the أرشيف الإنترنت
- Mobile Post Office Society
- TPO and Seapost Society